# Під одним небом
«Під одним небом» («Под одним небом», «Под едно небе») — радянсько-болгарський художній фільм 1981 року, знятий режисером Іскандером Хамраєвим на кіностудіях «Бояна» і «Ленфільм».

## Сюжет
Фільм про міцну чоловічу дружбу, випробування долі та кохання в негоду. Пропрацювавши чотири нелегкі роки на Крайній Півночі, добуючи в тайзі деревину, болгарин Ангел Найденов і росіянин Микола Павлов, керівники великого ліспромгоспу, здружилися, як виявилося, назавжди. І зараз, зустрічаючи друга в Софійському аеропорту, Найденов згадує спільні удачі та поразки.

## У ролях
- Наум Шопов — Ангел Найденов
- Володимир Меньшов — Микола Павлов
- Цветана Манєва — Марія
- Наталія Фатєєва — Ірина Іванівна
- Зоя Кірчева — Джина
- Віталий Юшков — Симаков
- Ольга Лебзак — Євгенія Федорівна
- Андрі Янчева — роль другого плану
- Марія Радославова — роль другого плану
- Тенгіз Арчвадзе — роль другого плану
- Микола Муравйов — роль другого плану
- Анатолій Рудаков — роль другого плану
- Димитр Хаджийський — Коларов
- Трифон Джонєв — роль другого плану
- Олександр Лілов — роль другого плану
- Стефан Костов — роль другого плану
- Олександр Хазін — роль другого плану
- Ігор Ерельт — роль другого плану

## Знімальна група
- Режисер — Іскандер Хамраєв
- Сценаристи — Володимир Кунін, Іскандер Хамраєв
- Оператор — Георгі Георгієв
- Композитор — Олександр Йосифов
- Художники — Римма Нарінян, Єва Йорданова